# Folch
Folch o Folc és una masia del municipi de Llobera (Solsonès) que forma part de l'Inventari del Patrimoni Arquitectònic de Catalunya.

## Descripció
És un edifici de quatre façanes i tres plantes. A la façana oest, hi ha una entrada amb arc adovellat de mig punte, i porta de fusta de doble batent. A la seva esquerra hi ha una finestra. A la planta següent, al centre hi ha un balcó amb barana de ferro. A la seva esquerra hi ha una finestra. A la darrera planta a la dreta, hi ha una finestra.
A la façana sud, a la planta baixa, hi ha dues petites entrades amb arc de mig punt adovellat. A la planta següent, hi ha dues finestres, i a l'extrem de la façana una obertura de mig punt. Al darrer pis, hi ha dos balcons amb barana de ferro als laterals, i tres grans finestrals amb arc de mig punt i barana de ferro al centre.
A la façana est, a la segona planta hi ha una entrada que dona a una terrassa de nova construcció, a la seva esquerra hi ha una finestra, i a la dreta hi ha una petita estructura amb una obertura, i una petita cúpula a sobre. A la darrera planta hi ha una finestra.
A la façana nord, la planta baixa està ocupada per un edifici de nova construcció, que a la part de dalt té funció de terrassa. Aquesta terrassa té barana de ferro. En aquesta façana hi ha tres finestres a la segona planta i dues a la darrera. La coberta és de dos vessants (nord-sud), acabada amb teules.

### Edificis adjacents
Hi ha un edifici de nova construcció adjunt a la façana nord. A la façana oest, té una gran entrada amb porta metàl·lica. Té dues finestres a la façana nord, i una a l'est. La part superior és la terrassa abans esmentada.
Davant de la façana nord de la casa, hi ha un altre edifici d'una sola planta i quatre façanes. A la façana oest, té una gran entrada amb porta metàl·lica i llinda de formigó. A la façana sud, té quatre obertures amb llinda de formigó. A la façana est, té una petita obertura. A la façana nord no té cap obertura. La coberta és de dos vessants (nord-sud), acabada amb teules.
Davant de la façana oest de la casa, hi ha una entrada rectangular, a la seva dreta, hi ha un edifici que s'allarga fins a arribar a tapar la façana sud de la casa, té diverses entrades a la façana nord i diverses finestres a la sud.
De la façana est de la casa també surt un altre edifici de grans dimensions fet de nova construcció.
A uns 30 metres davant de la façana oest de la casa, hi ha un altre edifici que té funció de paller, té quatre façanes i una sola planta. A la façana sud, hi ha una gran entrada, a la seva esquerra, hi ha una gran obertura. A la façana oest, no hi ha cap obertura. A la façana est, té una entrada amb porta de fusta. A la façana nord, té dues entrades. La coberta és de dos vessants (nord-sud), acabada amb teules.

### Situació
Folch, juntament amb la masia veïna de Miravalls, passa a formar part del municipi de Llobera del Solsonès l'any 2017, atenent a la seva estreta relació amb la població i la capital de comarca.